# Rejectaria nigripunctata
Rejectaria nigripunctata là một loài bướm đêm trong họ Noctuidae.